# 린지 브룸
린지 블룸(Lindsay Bloom, 1950년 8월 28일 ~ )은 미국의 배우이다.
오마하에서 태어났다.

## 출연 작품

### 영화
- 모델 스파이 작전 (1975, Cover Girl Models)
- 럭키 댄싱 (1979, H.O.T.S.)
- 메인 이벤트 (1979, The Main Event)
- 해피 후커 3 - 헐리우드 가다 (1980, The Happy Hooker Goes Hollywood)

### 텔레비전
- 해저드 마을의 듀크 가족 (1979-81)
- 댈러스 (1982)